# Hans Isaksson (konstnär)
Hans Isaksson, född 1962, är en svensk konstnär, född och uppvuxen i Kiruna, för närvarande verksam i Stockholm. Han gick ut Konstfack 2000 med en Master in Fine Arts.

## Konstnärlig verksamhet
Hans Isaksson, skulptör, arbetar för närvarande med en slags förvrängd hyperrealism i sitt uttryck. Under sitt senare arbete har Isaksson använt sig av tingens förgänglighet som tydlig utgångspunkt. Som skulptör har han återbildat ruttnad frukt, fruktskal och borttappade handskar i aluminium, och även en Systembolagetkasse gjord i canvas, för att påvisa objektens förgängliga existens. På samma gång som dessa objekt nästan liknar exakta replikor, målade med förbluffande likhet i olja, använder sig även Isaksson en slags surrealism då han till exempel staplar tio av dessa ”frukter” på varandra.

## Tidigare utställningar
- 2000 – Art Volume, (med Jack Pierson), Roger Björkholmen Galleri, Stockholm
- 2000 – Project Index, Galleri Index, Stockholm

- 2001 – Galleri Box, Göteborg.
- 2001 Celebration, Roger Björkholmen Galleri, Stockholm

- 2003 Geometry of Sex, Roger Björkholmen Galleri, Stockholm
- 2003 – G.O.S (Pavilion), Stockholm
- 2003 – G.O.S (Pavilion), Malmö Konstmuseum, Malmö

- 2006 – Still/Slow, Roger Björkholmen Galleri, Stockholm[5]